# CASA C-202
CASA C-202
- 用途：輸送機
- 製造者：CASA
- 運用者： スペイン（スペイン空軍）
- 初飛行：1953年5月15日
- 生産数：20機

CASA C-202 アルコン（CASA C-202 Halcón）は、CASAが製造した双発の輸送機である。
「アルコン」はスペインの国際航空路用に設計された。本機は首車輪式降着装置、乗客14名が搭乗可能な暖房/空調装置付きキャビンを備えていた。当初20機が発注され、スペイン空軍に納入されて「T.6」と命名された。

## 運用
スペイン
- スペイン空軍

## 要目 (CASA-202)
出典: Jane's All The World's Aircraft 1961–62
諸元
- 乗員: 3
- 定員: 14
- 全長: 16.0 m （52 ft 6 in）
- 全高: 6.06 m （19 ft 9 in）
- 翼幅: 21.58 m（70 ft 9 in）
- 翼面積: 57.4 m2 （617.6 ft2）
- 空虚重量: 5,364 kg （11,828 lb）
- 運用時重量: 7,750 kg （17,088 lb）
- 動力: ENMASA Beta B-41 星形エンジン、578 kW（離昇出力） （775 hp）   × 2

性能
- 最大速度: 375 km/h　高度2,900 m (9,500 ft)にて  233 mph
- 巡航速度: 335 km/h  208 mph
- 航続距離: 1,208 km  750 miles[2]
- 実用上昇限度: 7,250 m （23,780 ft）